# Multi Manager Fonds
Generell umfasst die Bezeichnung Multi Management eine Vielzahl unterschiedlicher Konzepte, welche die Verwaltung durch mehr als einen Investmentmanager oder die Anlage in mehr als einen Investmentfonds beinhalten und die zudem in Form unterschiedlicher Vehikel zum Beispiel Publikums-Dachfonds, Spezial-Dachfonds, Master/Segmentfonds oder Vermögensverwaltung angeboten werden. So bezeichnen einige Anbieter, unter Verwendung einer großzügigen Begriffsdefinition, auch herkömmliche Dachfonds, welchen Fonds nicht konzernzugehöriger Fondsgesellschaften beigemischt werden, sowie Master-KAG-Mandate mit zwei Investmentberatern bereits als Multi-Manager-Produkt.

## Qualifikation
Ein Multi-Manager-Produkt im engeren Sinne bietet typischerweise dem Anleger die Möglichkeit, die komplette Wertschöpfungskette des Anlageprozesses wie Vermögensallokation, Managerselektion, Risikomanagement und Administration über ein einziges Produkt abzudecken. Er erhält über ein Portfolio Zugang zu unterschiedlichen Fondsmanagern und Anlagestilen. Durch ein breit gestreutes Portfolio kann der Multi-Management-Ansatz ein gutes Risiko-Ertrags-Profil erreichen. Hierzu sind mehr und weniger volatile sowie gering oder negativ korrelierende Segmente passend zu kombinieren.
Die empirischen Daten zeigen, dass unterschiedliche Anlagestile bei gleichem Betrachtungszeitraum sehr unterschiedliche Erfolge aufweisen können. Eine Mischung verschiedener Anlagestile wirkt deshalb im Allgemeinen risikoreduzierend.

## Diversifikation
Multi-Manager-Fonds bieten eine breitere Diversifikation als Einzelfonds, weil sie das Anlagevermögen über mehrere Fondsmanager verteilen. Damit erlauben sie den Zugang zu unterschiedlichen Anlagestilen, Unternehmensgrößen, Ländern und Branchen. Multi-Manager-Fonds halten in der Regel mehr Einzeltitel als klassische Einzelfonds. Die richtige Managerauswahl ist aber wegen des hohen Aufwands für die wenigsten Kapitalanleger durchführbar. In Teilbereichen orientiert man sich an den Rankings und Ratings der Publikumsfonds. Dies kann jedoch nur oberflächlich sein, da dabei die individuellen Vorgaben des Investors nicht berücksichtigt werden. Hilfestellung bieten hier auf die Auswahl von Asset Managern spezialisierte Consultants. Eine Betrachtung erfolgt dabei unter qualitativen Gesichtspunkten wie zum Beispiel Investmentstil und Performancepotenzial sowie quantitativen Kriterien wie Track Record und Transaktionskostenkontrolle mit dem Ziel, den jeweils nachhaltig besten Asset Manager eines Anlagesegments zu identifizieren. Des Weiteren wird sich i. d. R. eine Performanceverbesserung durch Einsatz von Spezialisten mit unterschiedlichen Investment-Stilen und -Philosophien einstellen. Die Kombination der besten Asset-Manager für das jeweilige Segment in Verbindung mit einer Stildiversifikation erhöht die Wahrscheinlichkeit für einen stetigen Mehrertrag gegenüber der Benchmark signifikant. Ein solcher Fonds verringert das Risiko des Anlegers, einen neuen Anlagestil zu verpassen, wenn sich der Markttrend zugunsten des Value- oder Growth-Stils verschiebt. Ein Multi-Manager-Fonds strukturiert Einzelfondsmanager so, dass deren Anlagestile und Performance möglichst wenig miteinander korrelieren und erreicht so ein breit diversifiziertes und stilneutrales Portfolio. Die Risiko optimierende Komponente von Multi-Manager-Portfolios kommt in schwierigen Marktphasen zum Tragen. Das spezifische Risiko aller Einzelpositionen wird von den jeweils zuständigen Einzelfondsmanagern kontrolliert. Das Risiko, das sich aus der Kombination der Anlagestile ergeben kann, wird durch die spezielle Managerkombination reduziert. So konnten Multi-Manager-Fonds ihren Anlegern bislang auch in stürmischen Zeiten vergleichsweise beständige Renditen liefern.

## Managerselektion
Der Erfolg eines Multi-Manager-Fonds hängt in hohem Maß von der Aufspürung und Selektion von hervorragenden Managern und deren bestmöglicher Kombination ab. Eine optimierte Auswahl führt dazu, dass der Multi-Manager-Fonds mittelfristig betrachtet sowohl seinen Vergleichsindex als auch die durchschnittliche Performance der jeweiligen Einzelfondsmanager schlägt. Beim aktiven Multi-Management sind Analyse und regelmäßige Überprüfung der Profile der Einzelfondsmanager von entscheidender Bedeutung. Dieser dynamische Ansatz zur Managerauswahl schafft zusätzlichen Mehrwert gegenüber Einzelfonds. 
Mit großer Wahrscheinlichkeit wird ein Multi-Manager-Fonds nicht die gleichen Ergebnisse erzielen wie zum Beispiel der beste Einzelfondsmanager in der jeweiligen Kategorie aber dafür im Umkehrschluss auch nicht die schlechtesten. Die Streuung, die sich in einem Fonds aus der Kombination von Managern mit geringer Korrelation ergibt, macht den Anleger unabhängiger von der allgemeinen Marktentwicklung und schwankenden Erträgen. Der Schlüssel liegt dabei in der optimalen Kombination der Asset-Klassen, der Stile und nicht zuletzt der Asset-Manager. 

## Vorteile von Multi-Manager-Fonds
- Diversifizierung des Portfolios auf Anlage-Stil- und Managerebene
- Unterschiedliche Anlagestile federn i. d. R. Marktschwankungen ab
- Die Streuung über mehrere Manager erlaubt beständigere Renditen bei einem gleichzeitig niedrigeren Anlagerisiko
- Optimierung der Kombination von Einzelfondsmanagern
- Beobachtung und Überprüfung der Einzelfondsmanager durch quantitative und qualitative Analysen
- Ein Multi-Manager-Fonds eignet sich als Basisinvestment i. d. R. für jedes Anlegerportfolio
- Ideale Umsetzung der strategischen Asset Allocation